# Nurobod
Nurobod (uzb. cyr.: Нуробод; ros.: Нурабад, Nurabad) – miasto we wschodnim Uzbekistanie, w wilajecie samarkandzkim,  siedziba administracyjna tumanu Nurobod. W 1989 roku liczyło ok. 7,8 tys. mieszkańców.
Do 1983 roku miejscowość nosiła nazwę Sovetobod (Sowietabad). W 1983 roku wraz z nadaniem praw miejskich miejscowość otrzymała obecną nazwę.